# 古川将大
古川 将大（ふるかわ まさひろ、1982年4月23日 - ）は、佐賀県出身のサッカー指導者。JFA公認指導者ライセンス A級ジェネラル保有。

## 来歴
サガン鳥栖U-15、東京ヴェルディ1969ユース出身。桃山学院大学卒業後の2011年に東京ヴェルディで育成・普及部コーチで指導者キャリアをスタートさせ、ジュニア、ジュニアユースでの指導を歴任。2018年からは日テレ・メニーナで監督を務めた。
2020年からは活動拠点を中国へ移し、広州富力足球倶楽部、武漢三鎮足球倶楽部で下部組織の監督を歴任。2024年からはU-16中国代表のヘッドコーチを務めた。
2025年6月、横浜F・マリノスのアシスタントコーチに就任。

## 所属クラブ
- FCヴィレッズ鍋島
- サガン鳥栖U-15
- 東京ヴェルディ1969ユース (神奈川県立麻生高等学校)
- 桃山学院大学

## 指導歴
- 2011年 - 2017年  東京ヴェルディ1969
  - 2011年 育成・普及部 コーチ
  - 2012年 - 2014年 ジュニア コーチ
  - 2015年 - 2017年 ジュニアユース コーチ
- 2018年 - 2019年  日テレ・メニーナ 監督
- 2020年 - 2022年  広州富力足球倶楽部
  - 2020年 U-11 監督
  - 2021年 U-12 監督
  - 2022年 U-13 監督
- 2023年  武漢三鎮足球倶楽部
  - 2023年1月 - 同年6月 U-12 監督
  - 2023年7月 - 同年8月 U-15 監督
  - 2023年9月 - 同年12月 U-16/U-17 監督
- 2024年 - 2025年4月  中国サッカー協会
  - 2024年 U-16中国代表 ヘッドコーチ
  - 2025年 - 同年4月 U-17中国代表 ヘッドコーチ
- 2025年6月 -  横浜F・マリノス アシスタントコーチ